# Pryskyřník měkkoostenný
Pryskyřník měkkoostenný (Ranunculus muricatus) je druh rostliny z čeledi pryskyřníkovité (Ranunculaceae).

## Popis
Jedná se o jednoletou rostlinu dorůstající nejčastěji výšky 5–50 cm. Lodyha je poléhavá až přímá, lysá, dutá. Listy jsou střídavé, přízemní jsou dlouze řapíkaté, lodyžní pak s krátkými řapíky. Čepele dolních listů na obrysu okrouhlé, trojklané s vroubkovaně zubatými úkrojky.. Lodyžní listy jsou podobné přízemním. Květy jsou nejčastěji žluté, asi 1–1,5 cm v průměru. Kališních lístků je 5, jsou nazpět odstálé. Korunní lístky jsou žluté, jen o málo delší než kališní. Kvete v dubnu až v červnu. Plodem je nažka, na plochách ostnitá asi 1 mm dlouhými ostny, na vrcholu zakončená 4–6 mm dlouhým zobánkem. Nažky jsou uspořádány do souplodí v počtu asi 12–30. Počet chromozomů je 2n=32, 48 nebo 64.

## Rozšíření
Pryskyřník měkkoostenný roste především ve Středomoří, na východ sahá až výskyt až po Indii. Ve střední Evropě je jen výjimečně zavlečen. Zavlečen byl i do jiných částí světa, jako Severní Amerika, Jižní Amerika, Afrika, ostrovy v Tichém oceánu, Austrálie